# Absolute Greatest
| Kritikák       | Kritikák  |
| Forrás         | Értékelés |
| -------------- | --------- |
| AllMusic       | [ 1 ]     |
| Classic Rock   | [ 2 ]     |
| Q              | [ 3 ]     |
| RS Album Guide | [ 4 ]     |

A Queen: Absolute Greatest a brit Queen rockegyüttes átfogó válogatásalbuma. 2009. november 16-án jelent meg Európában, egy nappal később, november 17-én Amerikában. Az album az együttes pályafutásának húsz legnépszerűbb dalát tartalmazza. Több kiadása is megjelent: egy CD-s változat; két CD-s változat, a második lemezen audiokommentárral Brian Maytől és Roger Taylortól; bakelitlemezes változat; digitális, interneten letölthető változat; valamint a két CD-s kiadásnak egy olyan verziója, amelyhez egy 52 oldalas könyvet adnak az együttes pályafutásának történetével, eredeti kéziratokkal, stúdiófotókkal.

## Az album dalai
| 1.  | We Will Rock You                | Brian May          | 2:02 |
| 2.  | We Are the Champions            | Freddie Mercury    | 3:01 |
| 3.  | Radio Ga Ga                     | Roger Taylor       | 4:14 |
| 4.  | Another One Bites the Dust      | John Deacon        | 3:34 |
| 5.  | I Want It All                   | Queen              | 4:00 |
| 6.  | Crazy Little Thing Called Love  | Mercury            | 2:44 |
| 7.  | A Kind of Magic                 | Taylor             | 4:22 |
| 8.  | Under Pressure                  | Queen, David Bowie | 4:06 |
| 9.  | One Vision                      | Queen              | 3:58 |
| 10. | You’re My Best Friend           | Deacon             | 2:52 |
| 11. | Don’t Stop Me Now               | Mercury            | 3:31 |
| 12. | Killer Queen                    | Mercury            | 2:58 |
| 13. | These Are the Days of Our Lives | Queen              | 4:16 |
| 14. | Who Wants to Live Forever       | May                | 3:59 |
| 15. | Seven Seas of Rhye              | Mercury            | 2:44 |
| 16. | Heaven for Everyone             | Taylor             | 4:37 |
| 17. | Somebody to Love                | Mercury            | 4:48 |
| 18. | I Want to Break Free            | Deacon             | 4:22 |
| 19. | The Show Must Go On             | Queen              | 4:16 |
| 20. | Bohemian Rhapsody               | Mercury            | 6:01 |

## Helyezések és eladások
| Ország                | Helyezés |
| --------------------- | -------- |
| Brit albumlista       | 3        |
| Amerika Billboard 200 | 195      |
| Ausztriai albumlista  | 10       |
| Belga albumlista      | 15       |
| Holland albumlista    | 36       |
| Japán albumlista      | 23       |
| Magyar albumlista     | 4        |
| Német albumlista      | 13       |
| Norvég albumlista     | 6        |
| Svéd albumlista       | 5        |
| Új-Zélandi albumlista | 6        |
| Svájci albumlista     | 15       |

| Ország                | Eladási minősítés | Eladás   |
| --------------------- | ----------------- | -------- |
| Anglia (BPI)          | 2× platina        | 600 000+ |
| Magyarország (Mahasz) | platina           | 6000+    |
| Új-Zéland (RIANZ)     | platina           | 15 000+  |
| Írország (IRMA)       | platina           | 15 000+  |
| Olaszország (FIMI)    | arany             | 30 000+  |
| Ausztrália (ARIA)     | arany             | 35 000+  |

## Külső hivatkozások
- Absolute Greatest – EMICatalogue.com